# ساكاي هويتسو
ساكاي هويتسو، رسّام يابانيّ عاش فترة ما بين (1 أغسطس 1761 - 4 يناير 1829)، كان رسّاماً متأثراً بمفهوم مدرسة رينبا وقد اشتهر بإحياء أسلوب الأوغاتا كورين وهو رسم المناظر الطبيعيّة وإعادة شعبيته واشتُهر أيضاً بإنتاجه الكثير من نُسخ أعمال فن الكورين.

## السيرة الذاتية
وُلد ساكاي هويتسو في الأول من أغسطس عام 1761 في مدينة إيدو وكان والده سيّد قلعة هيميجي-جو الواقعة في إقليم هاريما.
نشأة عشيرة ساكاي دايمو في مقاطعة ميكاوا وقد زعموا عودة أصولهم لعائلة ميناموكو نا أريتشيكا وقد كان لدى أريتشيكا ولدان اثنان وأحدهما كان ياسوتشيكا وقد سُميّ خلفاً لعشيرة ماتسودايرا اليابانيّة، أما الابن الثاني فهو تشيكاوجي الذي سُميّ بـ(ساكاي) وهو سلف عشيرة ساكاي.
كان لساكاي هوريتشيكا -تشيكاوجي- ولدان اثنان أيضاً وأسلاف هذين الابنين قد أنشئا الفرعين الأساسيين لهذه العشيرة.
أما الفرع التدريبيّ لساكاي فهو مكوّن من أحفاد ساكاي ماساتشيكا الذي كان بدوره تابعاً لتوكوجوا ونوبوتادا وكيوياسو وهيروتادا، أسس ماساتشيكا قلعة نيشيو في إقليم ميكاوا في عام 1561 وتمت إسناد تأمين القلعة له، استلم ساكاي تشيجيتادا وهو ابن ماساتشيكا حكم مدينة كاواجوي في أقليم موساشي في عام 1590 (الذي يساوي 15,000 شاكو مربع)، ولاحقًا في عام 1601 تم تعيينه في أوماياباشي في إقليم كوزوكي (الذي يساوي 35,000 شاكو مربع)، في عام 1749 نُقل ساكاي تاداكيو (الذي عاش في فترة 1626 إلى 1681) وأحفاده إلى هيجيمي الواقعة في إقليم هاريما (الذي تبلغ مساحته 150,000 شاكو مربع) وبقيوا هناك إلى فترة الميجي.
عند انتقاله إلى كيوتو، بدأ هويستو دراسته في الفنون بمدرسة كانو، قبل انتقاله لتعلم أوتاغاوا تويوهارو الخاص بأسلوب اوكييو-إه، وقد تعلم لاحقاً تحت إشرف واتانابي نانجاكو من مدرسة ماروياما، بالإضافة إلى سو شيسيكي الخاص بأسلوب نانجا وذلك قبل أن يصبح أخيراً رساماً لمدرسة رينبا.
أصبح هويتسو نظراً لضعف حالته الصحية كاهناً بوذيًا وذلك عام 1797 وأمضى آخر 21 عاماً من حياته في عزلة، خلال تلك الفترة أمضى وقتاً طويلاً في دراسة أوغاتا كورين بشكل مكثّف، بالإضافة إلى أعمال أخ كورين وهو أوغاتا كينزان وقد أنتج نسخاً عدة من أعمال هذين الأخوين، صنّع أيضاً كتابين من الطباعة الخشبيّة الخاصة بأعمال الأخوين كورين وذلك بالإضافة إلى كتابٍ خاصٍ به وقد تمت عنونة هذه المؤلفات كلها بعنوان كورين هياكوزو في عام 1815 وكينزان أبوكو غافو في عام 1823 وأوسون غافو على التوالي، مات في عمر السادسة والستين في الرابع من يناير عام 1829 في مدينة إيدو.

## أسلوبه

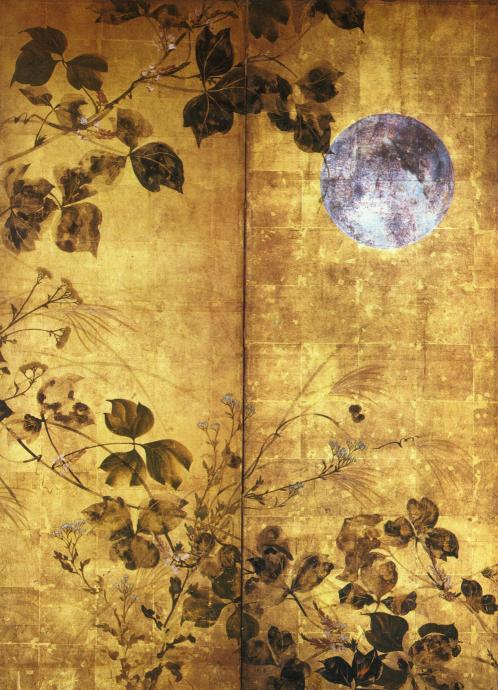
لوحة (زهور الخريف والقمر)

يُظهر أسلوب هويستو عدداً من عناصر واقعية يوكيو-اي لكنه يمثّل بشكل محدد الأسلوب الزخرفي الخاص بأوغاتا كورين الذي أخذ هويتسو عدة خطوات مهمة لإعادة إحيائه من جديد.
وفقاً للناقد روبرت هيوز فإن الإنجاز الأساسي في الرسم خلال فترة الإندو كانت الأعمال اللامعة والرقيقة لرسامي الرينبا وفي لوحة مطوية الكبيرة الخاصة بهويستو (زهور وأعشاب الخريف) يقول: بإمكانك الإحساس بالرياح تقوم بثني إيقاعيّ النمط للأوراق عكس اتجاه أرضيتهم الفضيّة، اقترح هوجيس في لوحة أخرى (نبتات الأزهار في الصيف) بأن هويتسو "قد امتلك قوى ملاحظة قوية جداً" كما يُظهر تلك اللوحة الأخرى "حيث جذوع الأزهار تنحني وتركع تحت أمطار الصيف وتلوّح بورقة لوتس خضراء ورقيقة نحو الأرضية فضيّة اللون"، وفقاً للباحث ميكاريللي أن الأسلوب المستخدم في رسم الورقيّات لم يكن مخلصاً لمفهوم الجلاء والقتامة ولا للطبيعيّة ولكنه عوضاً عن ذلك أعاد أخذ زخرفات النباتات والحيوانات من مدرسة نانبين.

## أعماله
إن الأشجار المُزهرة للصيف والخريف هي جزء من مطويتي لوحات بايوبو التي تمت صناعتها بواسطة حبر ولون على ورق مطوي ذا لون فضيّ وذهبي، يُحاكي العمل الأشجار والأزهار من فصلَي الصيف والخريف ويُعتبر واحداً من أفضل أعماله.
رسمها على خلفية لوحة كورين "آلهة الرياح وآلهة الرعد" (كما هما موضح أدناه) التي تمتلكها عائلة هويتسو، أصبحت لوحة بايوبو الضخمة ذات الجهتين رمزاً لتقليد رينبا ولكن كلا الجانبين من هذه اللوحة تم شطرهما لحمايتهما من التلف.
تقدّر أبعاد اللوحة بـ416,6 سم في 461,8 سم (ما يُعادل 164.5 انش في 181.8 انش) لكلا النصفين وهما الآن جزء من مجموعة متحف طوكيو الوطنيّ؛ حيث يتم عرضهما في بعض الأحيان ويُعتبران ملكية ثقافية مهمة.
(آلهة الرياح وآلهة الرعد) هي جزء من لوحة مطوية منصفة إلى جزئين صُنعت بواسطة الحبر على ورق ذهبي مطوي ويُعدّان بيعة لكلتا اللوحتين الأصليتين توارايا سوتاتسو والنسخة الأخيرة لكورين، تصوّر اللوحة راجين آلهة البرق والرعد والعواصف في الديانة الشنتية وفي علم الأساطير اليابانية، بالإضافة إلى فوجين وهو آلهة الرياح وجميع النسخ الثلاث من هذا العمل معروضة جنباً إلى جنب لأول مرة منذ سبعة وخمسين عاماً؛ كان هذا في عام 2015 في معرض متحف طوكيو الوطنيّ بعنوان "الرينبا: جماليات العاصمة".
وتعود اللوحة الآن لملكية متحف آديميتسو للفنون في طوكيو حيث تم عرضهم لآخر مرة في السادس عشر من سبتمبر حتى الخامس من نوفمبر عام 2017 في "معرض فنون الأودو رينبا".